# Henry Kristian Larsen
|  | For andre personer med navnet, se Henry Larsen (flertydig). |
Henry Kristian Larsen (født 16. maj 1914 i Vig, død 14. august 1986 i Kalundborg) var en dansk hockeyspiller, der deltog på det danske landshold ved OL 1936 i Berlin. Han spillede for Kalundborg Hockeyklub og opnåede seks landskampe i perioden 1935-1941.
Danmark blev delt nummer syv blandt de elleve deltagende hold efter nederlag i indledende runde til Tyskland og uafgjort mod Afghanistan samt i nederlag i to placeringskampe mod henholdsvis Schweiz og Japan.